# Louis Godin
Louis Godin, född 28 februari 1704 i Paris, död 11 september 1760, fransk astronom.
Godin gjorde sig tidigt bemärkt genom flera avhandlingar och blev redan 1725 medlem av Parisakademin. Han deltog 1735 i franska gradmätningsexpeditionen till Peru, varifrån han hemkom först 1750. Utsatt för åtskilliga motgångar och invecklad i tvister med andra vetenskapsmän, utvandrade han till Spanien, där han till sin död var direktor för sjökadettskolan i Cadiz. 

## Eftermäle
Nedslagskratern Godin på månen och asteroiden 12715 Godin är båda uppkallade efter honom.